# Deux escargots s'en vont
Pour plus de détails, voir Fiche technique et Distribution.
Deux escargots s'en vont est un court métrage d'animation français réalisé par Jean-Pierre Jeunet et un autre réalisateur, Romain Segaud, et qui est sorti en 2016. Il est écrit d'après le poème de Jacques Prévert, Chanson des escargots qui vont à l'enterrement et d'après les personnages de Jephan de Villiers.

## Fiche technique
- Titre : Deux escargots s'en vont
- Réalisation : Jean-Pierre Jeunet et Romain Segaud
- Scénario : Jean-Pierre Jeunet, d'après Jacques Prévert et Jephan de Villiers
- Montage : Julien Lecat
- Photographie :
- Musique : Raphaël Beau
- Animation : Romain Segaud
- Producteur : Jean-Pierre Jeunet
- Sociétés de production : Tapioca Films
- Société de distribution :
- Pays d'origine :  France
- Langue originale : français
- Durée : 3 minutes
- Date de sortie :
  - France : 8 octobre 2016 (première au Festival Lumière)

## Distribution[1]
- Claude Perron
- Ludovic Pinette
- Audrey Tautou
- Florence Thomassin
- Juliette Wiatr
- Chantal Neuwirth
- Nicolas Marié
- Albert Dupontel
- Marina Foïs
- Irène Jacob
- Laure Marsac
- Serge Merlin
- Yolande Moreau
- Youssef Hajdi
- Jérôme Kircher
- Jean-Claude Dreyfus
- Patrick Paroux
- Jean-Pierre Becker
- Dominique Bettenfeld
- Urbain Cancelier
- Clovis Cornillac
- Lorànt Deutsch
- Mathieu Kassovitz
- Dominique Pinon
- Jean-Pierre Marielle
- Rufus
- Marie-Julie Baup